# National Severe Storms Laboratory
Le National Severe Storms Laboratory (abrégé NSSL) est un laboratoire de recherche sur les orages violents fondé par la National Oceanic and Atmospheric Administration en 1964 et situé à Norman, dans l'Oklahoma, aux États-Unis. Depuis septembre 2006, le Storm Prediction Center, le bureau du National Weather Service, le National Severe Storms Laboratory, le département de météorologie de l'université et d'autres organisations en météorologie de l'État de l'Oklahoma ont déménagé dans le centre national de météorologie sur les terrains de l'université de l'Oklahoma dans la ville de Norman.

## Histoire
En 1962, une équipe de recherche du National Severe Storms Project (NSSP) du service météorologique américain (US Weather Bureau à cette époque) fut déménagé de Kansas City (Missouri), à Norman (Oklahoma). Cet endroit fut choisi parce qu'en 1956, le Laboratoire aéronautique de l'université Cornell y avait expérimenté avec un radar météorologique radar WSR-57 modifié de longueur d'onde de 3 cm. Ce radar utilisait une onde continue, permettant la détection des vitesses dans les orages sans toutefois donner leur localisation. En 1963, le Laboratoire de météorologie radar (Weather Radar Laboratory ou WRL) fut créé et l'année suivante les ingénieurs modifièrent le radar pour émettre des impulsions au lieu d'une onde continue, permettant enfin de déterminer la position.

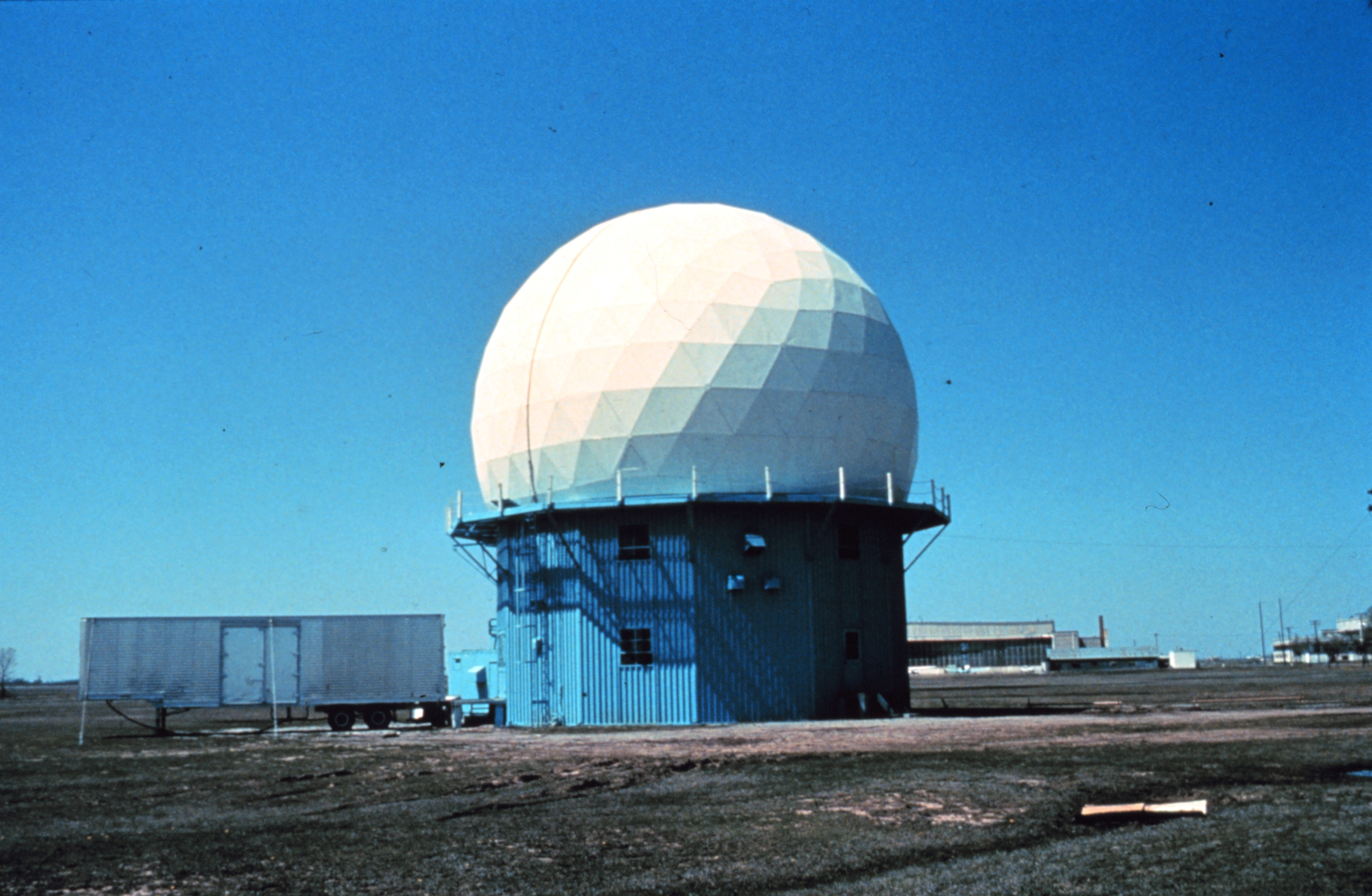
Photo de 1970 montrant le radar de Norman, premier radar météorologique Doppler de longueur d'onde de 10 cm du NSSL

En 1964, le reste du NSSP fut déménagé à Norman, où il fusionna avec WRL et fut rebaptisé le Severe Storms National Laboratory (NSSL). Le Dr Edwin Kessler en est devenu le premier directeur. Durant les années 1960, des équipages du NSSL commencèrent à survoler des complexes orageux et prirent des données in situ qui furent comparées aux données radar du WSR-57 pour comprendre leur structure. En 1969, le NSSL a obtenu un radar pulsé de 10 cm excédentaire de la US Air Force et les chercheurs le modifièrent pour leur besoin. Il fut utilisé pour numériser et filmer le cycle de vie complet d'une tornade en 1973. En comparant le film des réflectivités avec les images des vitesses Doppler du radar, ils développèrent une interprétation des mouvements associés à la tornade dans l'orage permettant de penser à des algorithmes de détection du phénomène au radar. Les chercheurs nommèrent ce phénomène la signature tornadique de rotation (TVS). Un second radar du même genre fut inauguré la même année à Cimarron City (Oklahoma) permettant une vue des orages en trois dimensions (radars Doppler de Norman et Cimarron). Les recherches utilisant ces radars conduisirent au réseau de radars NEXRAD (WSR-88D) au cours des années 1980.
La recherche en météorologie radar s'est poursuivie en travaillant sur la double polarisation à partir de 1988, les logiciels de détections des éléments dangereux dans les données radars à partir de 1990, les campagnes de prises de données in situ comme les expériences VORTEX et l'installation en 2000 d'un radar testant le concept du radar tridimensionnel à balayage électronique en météorologie, ce dernier permettant un balayage cinq fois plus rapide que les radars conventionnels.
En 1997, le centre de prévision des orages violents (National Severe Storms Forecast Center) est lui aussi déplacé de Kansas City à Norman et change de nom pour Storm Prediction Center. Ce déménagement est fait pour permettre un meilleur échange entre les chercheurs du NSSL et les prévisionnistes du SPC : le transfert des nouvelles technologies dans un sens et les besoins des opérations dans l'autre.
Le NSSL s'impliqua également à partir des années 2000 dans des recherches sur la foudre, le développement d'algorithmes pour déterminer le type de précipitations à partir de plusieurs capteurs de stations météorologiques et du radar, de la mise sur pied d'une climatologie des événements météorologiques violents aux États-Unis et de technologies pour améliorer les avertissements météo.
En 2006, le NSSL déménagea dans le nouveau Centre météorologique national à 10 kilomètres au sud de son emplacement précédent. Cependant, le centre national des opérations du réseau radar est resté à l'ancien site. En 2014, le NSSL a célébré son 50e anniversaire.

## Activités
Les chercheurs du NSSL travaillent sur tous les aspects de la prévision et de la détection des orages violents dans le but d'améliorer le préavis des alertes à la population pour sauver des vies et protéger les biens. Les champs de recherche incluent le radar météorologique, les algorithmes de détection des phénomènes violents par le radar (grêle, vents violents et tornades) et la recherche sur la modélisation des tornades. Entre autres, les chercheurs du NSSL participent à diverses campagnes in situ, comme les expériences VORTEX, qui visent à augmenter la connaissance sur la structure et le comportement des orages.
Le premier radar météorologique à effet Doppler américain a été conçu par le NSSL. Les recherches subséquentes ont abouti au radar opérationnel WSR-88D, dont près de 160 exemplaires sont déployés à travers les États-Unis et ses territoires pour former le réseau NEXRAD. Le NSSL a également été très actif dans le domaine des radars mobiles, comme les Doppler on Wheels, utilisés pour la chasse aux tornades ou l'étude des ouragans. On y développe d'autres appareils dont les stations météorologiques mobiles comme le Totable tornado observatory.
Le NSSL travaille également avec le Storm Prediction Center, le centre de prévision des orages violents qui émet les veilles météorologiques aux États-Unis. Ensemble, ils vérifient l'efficacité des prévisions et font de la recherche pour les améliorer. Il a une entente de coopération avec le Cooperative Institute for Severe and High-Impact Weather Research and Operations pour les mêmes raisons.

## Structure
Le NSSL comprend les trois divisions suivantes :
- Recherche sur les orages et développement de la prévision immédiate de leur évolution (Forecast Research & Development) ;
- Développement techniques des radars météorologiques (Radar Research & Development Division) ;
- Développement de systèmes experts pour la détection des orages violents (Warning Research & Development Division).